# Litva
Litva (litovsko Lietuva [lʲɪɛtʊˈvɐ]), uradno Republika Litva (litovsko Lietuvos Respublika), je država v severni Evropi in najjužnejša od treh baltskih držav. Leži ob jugovzhodni obali Baltskega morja, vzhodno od Švedske in Danske. Meji na Latvijo na severu, Belorusijo na vzhodu in jugu, Poljsko na jugu in Kaliningrajsko oblast (eksklavo Rusije) na jugozahodu. Na nasprotni obali Baltskega morja sta Švedska in Danska. Po oceni leta 2020 je imela Litva 2,8 milijona prebivalcev. Njeno glavno in največje mesto je Vilna, Ostali veliki mesta sta Kaunas in Klajpeda. Litovci so Balti. Uradni jezik, litovščina, je eden od dveh živih jezikov v baltski veji indoevropske jezikovne družine, drugi je latvijščina.
Na jugovzhodni obali Baltskega morja so bila stoletja naseljena različna baltska plemena. V 1230-ih je litovske dežele združil Mindaugas, ki je 6. julija 1253 ustanovil Litovsko kraljestvo. V 14. stoletju je bila Velika litovska kneževina največja država v Evropi, katere ozemlja so bile današnja Litva, Belorusija, Ukrajina in deli Poljske in Rusije. Z Lublinsko unijo iz leta 1569 sta Litva in Poljska ustanovili prostovoljno dvodržavno personalno unijo Republiko obeh narodov. Skupnost je trajala več kot dve stoletji, dokler jo niso od 1772 do 1795 sistematično razstavile sosednje države, večji del ozemlja Litve pa je priključil Ruski imperij.
Ko se je prva svetovna vojna bližala koncu, je bil 16. februarja 1918 podpisan Litovski akt o neodvisnosti, ki je razglasil ustanovitev moderne Republike Litve. Sredi druge svetovne vojne je Litvo najprej zasedla Sovjetska zveza in nato nacistična Nemčija. Ko se je vojna bližala koncu in so se Nemci umaknili, je Litvo ponovno zasedla Sovjetska zveza. 11. marca 1990, leto pred uradnim razpadom Sovjetske zveze, je Litva postala prva baltska država, ki je razglasila neodvisnost.
Litva je napredno gospodarstvo z visokimi dohodki in z zelo visokim indeksom človeškega razvoja, zelo visokim življenjskim standardom in se visoko uvršča na meritvah državljanskih svoboščin, svobode tiska, svobode interneta, demokratičnega upravljanja in miru. Litva je članica Evropske unije, Sveta Evrope, evroobmočja, Schengenskega območja, zveze NATO in OECD. Je tudi članica nordijske investicijske banke in del nordijsko-baltskega sodelovanja držav severne Evrope.

## Etimologija
Prvi znani zapis imena Litva (litovsko Lietuva) je v zgodbi o Svetem Brunu z dne 9. marca 1009 v Quedlinburški kroniki. Kronika je zabeležila latinizirano obliko imena Lietuva: Litua. Pravi pomen imena zaradi pomanjkanja zanesljivih dokazov ni znan. Znanstveniki še danes razpravljajo o pomenu besede in obstaja nekaj verjetnih različic.
Ker ima Lietuva pripono (-uva), naj izvirna beseda ne bi imela pripone. Verjeten kandidat je Lietā. Ker številni baltski etnonimi izhajajo iz hidronimov, so jezikoslovci iskali izvor med lokalnimi hidronimi. Kot vir imena se običajno navaja Lietava, rečica nedaleč od Kernave, osrednjega območja zgodnje litovske države in morebitne prve prestolnice Velikega vojvodstva Litve. Vendar pa je reka zelo majhna in nekaterim se zdi neverjetno, da bi tako majhen in lokalni potok lahko poimenoval celoten narod. Po drugi strani takšno poimenovanje v svetovni zgodovini ni brez primerov.
Artūras Dubonis je predlagal drugačno hipotezo, da se Lietuva nanaša na besedo leičiai (množina leitis). Od sredine 13. stoletja so bili leičiai izrazita bojevita družbena skupina litovske družbe, podrejena litovskemu vladarju ali sami državi. Beseda leičiai se v zgodovinskih virih 14. do 16. stoletja uporablja kot etnonim za Litovce (ne pa tudi Samogite) in se še vedno uporablja, navadno poetično ali v zgodovinskem kontekstu, v latvijskem jeziku, ki je tesno povezan z litovskim.
V knjižni slovenščini se je nekoč imenovala kot Litvanija.

## Zgodovina

### Prazgodovina
Prva ljudstva so se na ozemlju Litve naselila po zadnji ledeni dobi v 10. tisočletju pred našim štetjem: kundska, nemenska in narvska kultura. Bili so potujoči lovci in niso gradili stalnih naselij. V 8. tisočletju pred našim štetjem je podnebje postalo veliko toplejše in nastali so gozdovi. Prebivalci sedanje Litve so takrat manj potovali in se ukvarjali z lokalnim lovom, nabiranjem in sladkovodnim ribolovom. Kmetijstvo se je pojavilo šele v 3. tisočletju pred našim štetjem zaradi podnebja in terena ter pomanjkanja primernih orodij za obdelavo zemlje. V tem času sta se začeli oblikovati tudi obrt in trgovina. Skozi tisočletje so se Indoevropejci, ki so prispeli v 3.–2. tisočletju pred našim štetjem, pomešali z lokalnim prebivalstvom in tvorili različna baltska plemena.
Baltska plemena niso vzdrževala tesnih kulturnih ali političnih stikov z Rimskim cesarstvom, vendar so ohranjala trgovinske stike. Tacit je v svoji študiji Germania okoli leta 97 našega štetja opisal prebivalce Aesti, prebivalce jugovzhodnih obal Baltskega morja, ki so bili verjetno Balti. Zahodni Balti so se med seboj ločili in postali znani najprej zunanjim kronistom. Ptolemaj je v 2. stoletju našega štetja poznal Galindijce in Jotvingane, zgodnjesrednjeveški kronisti pa so omenili Stare Pruse, Kuronce in Semigalce.
Litovski jezik velja za zelo konservativnega zaradi tesne povezanosti z indoevropskimi koreninami. Verjame se, da se je od latvijščine, najsorodnejšega živečega jezika, ločil okoli 7. stoletja. Tradicionalni litovski poganski običaji in mitologija z mnogimi arhaičnimi elementi so se dolgo ohranili. Trupla vladarjev so upepeljevali do spreobrnitve v krščanstvo: ohranili so se opisi upepelitvenih obredov velikih knezov Algirdasa in Kęstutisa.

### Velika litovska kneževina
Od 9. do 11. stoletja so bili obalni Balti podvrženi napadom Vikingov, danski kralji pa so včasih pobirali davek. Med 10. in 11. stoletjem so bila litovska ozemlja med deželami, ki so plačevala davek Kijevski Rusiji, Jaroslav Modri pa je bil med rutenskimi vladarji, ki so vdrli v Litvo (od 1040). Od sredine 12. stoletja so na rutenska ozemlja vdrli Litovci. Leta 1183 so opustošili Polock in Pskov, celo oddaljena in močna Novgorodska republika je bila večkrat ogrožena zaradi vpadov nastajajočega litovskega vojnega stroja proti koncu 12. stoletja.
Od konca 12. stoletja je obstajala organizirana litovska vojaška sila; uporabljali so jo za zunanje napade, plenjenje in nabiranje sužnjev. Takšne vojaške in gmotne dejavnosti so spodbudile družbeno razslojevanje in sprožile boj za oblast v Litvi. To je spodbudilo oblikovanje zgodnje državnosti, iz katere se je razvilo Veliko vojvodstvo Litva.
Razdrobljena baltska plemena, naseljena vzdolž Nemna, so se v prvi polovici 13. stoletja pričeli združevati pod Mindaugasom, ki je bil 6. julija 1253 okronan za litovskega kralja. Po njegovem umoru leta 1263 je bila poganska Litva tarča krščanskih križarskih vojn Tevtonskih vitezov in Livonskega reda. Obleganje Pilėnaija je znano po obrambi Litovcev pred vsiljivci. Kljub uničujočemu večstoletnemu boju z redovi se je Veliko vojvodstvo Litva hitro razširilo in prehitelo nekdanje rusinske kneževine Kijevske Rusije.
22. septembra 1236 se je blizu Šiauliaija zgodila bitka pri Saulėju med Samogitijci in Livonskimi brati meča. Livonski bratje so bili poraženi in njihovo nadaljnje osvajanje baltskih dežel je bilo ustavljeno. Bitka je navdihnila upore med Kuroni, Semigalci, Selonijani, Eselijci, plemeni, ki so jih prej osvojili bratje meča. Na levem bregu Daugave so izgubili približno trideset let zasedena ozemlja. Leta 2000 sta litovski in latvijski parlament 22. september razglasila za dan baltske enotnosti.
Po legendi je veliki knez Gedimin nekoč lovil v bližini reke Vilne; utrujen po uspešnem lovu se je pripravil za prenočevanje in sanjal o velikanskem železnem volku, ki stoji na hribu in zavija tako močno in glasno kot sto volkov. Krivis (poganski duhovnik) Lizdeika je razlagal sanje, da Železni volk (litovsko Geležinis Vilkas – bajeslovni lik iz srednjeveške legende o ustanovitvi Vilne) predstavlja vilnske gradove. Gedimin je ob upoštevanju božje volje grad zgradil in mu dal ime Vilnius – po reki Vilni.
Veliki vojvoda Algirdas je leta 1362 ali 1363 v bitki pri Modri vodi dosegel odločilno zmago proti Zlati hordi in ustavil njeno nadaljnjo širitev v današnjo Ukrajino. Zmaga je prinesla mesto Kijev in velik del današnje Ukrajine, vključno z redko poseljenima Podoljem in Divjim poljem, pod nadzor rastočega Velikega vojvodstva Litve. Po zavzetju Kijeva je Litva postala neposredna soseda in tekmica Moskovske velike kneževine.
Do konca 14. stoletja je bila Litva ena največjih držav v Evropi in je vključevala današnjo Belorusijo, Ukrajino ter dele Poljske in Rusije. Geopolitični položaj med zahodom in vzhodom je določal večkulturni in večverski značaj Velikega vojvodstva Litve. Vladajoča elita je prakticirala versko strpnost in rutenščina se je uporabljala v uradnih dokumentih kot pomožni jezik poleg latinščine.
Veliki vojvoda Jagielo je leta 1385 sprejel ponudbo Poljske, da postane njen kralj. Jagielo se je lotil postopne kristjanizacije Litve in vzpostavil personalno unijo med Poljsko in Litvo. Litva je bila eno zadnjih poganskih področij Evrope, ki je sprejelo krščanstvo.
Po dveh državljanskih vojnah je Vitold Veliki leta 1392 postal litovski knez. V času njegove vladavine je Litva dosegla vrhunec svoje teritorialne širitve, začela se je centralizacija države in litovsko plemstvo je igralo vse pomembnejšo vlogo v državni politiki. V veliki bitki pri reki Vorskli leta 1399 so Mongoli porazili združene sile Toktamiša in Vitolda. Zahvaljujoč tesnemu sodelovanju sta vojski Litve in Poljske dosegli zmago nad Tevtonskimi vitezi leta 1410 v bitki pri Grunwaldu, eni največjih bitk srednjeveške Evrope.
Januarja 1429 je na kongresu v Lucku Vitold prejel naslov litovskega kralja s podporo Sigismunda, svetega rimskega cesarja, vendar so odposlance, ki so prevažali krono, jeseni 1430 ustavili poljski velmožje. Poslana je bila še ena krona, toda Vitold je umrl na gradu Trakai nekaj dni, preden je dosegla Litvo. Pokopan je bil v stolnici v Vilni .
Po smrti Jagiela in Vitolda je litovsko plemstvo poskušalo prekiniti zvezo med Poljsko in Litvo, pri čemer je neodvisno izbralo velike kneze iz rodbine Jageloncev. Toda Litva je bila konec 15. stoletja prisiljena poiskati tesnejše zavezništvo s Poljsko, ko je vse večja moč Moskovske velike kneževine ogrožala litovske ruske kneževine in sprožila rusko-litovsko in livonsko vojno.
8. septembra 1514 se je začela bitka pri Orši med Litovci, ki jim je poveljeval veliki hetman Konstancij Ostrogski, in Rusi. Po poročanju Rerum Moscoviticarum Commentarii Žige Herbersteina, ki je glavni vir informacij o bitki, je mnogo manjša vojska Poljske in Litve (manj kot 30.000 mož) premagala silo 80.000 ruskih vojakov in zajela njihov tabor in poveljnika. Bitka je uničila vojaško zavezništvo proti Litvi in Poljski. Na tisoče Rusov so kot ujetnike uporabljali za delo v litovskih graščinah, Konstancij Ostrogski pa je zajete prapore obesil v stolnici v Vilni.
Livonska vojna je bila za deset let prekinjena s podpisom premirja Jam-Zapolski, podpisanim 15. januarja 1582, po katerem je poljsko-litovska skupnost pridobila Livonijo, Polock in Veliž, vendar je Veliki Luki prešel v Rusko cesarstvo. Premirje je bilo podaljšano za dvajset let v 1600, ko je diplomatska misija v Moskvi, ki jo je vodil Lew Sapieha, sklenila pogajanja s carjem Borisom Godunovom .  Premirje je bilo porušeno, ko so Poljaki leta 1605 napadli Ruse.

### Republika obeh narodov
Poljsko-litovsko skupnost je leta 1569 ustanovila Lublinska unija. Kot članica skupnosti je Litva obdržala svoje ustanove, vključno z ločeno vojsko, valuto in zakoni - Litovskim statutom. Sčasoma je polonizacija vplivala na vse vidike litovskega življenja: politiko, jezik, kulturo in nacionalno identiteto. Od sredine 16. do sredine 17. stoletja so cvetele kultura, umetnost in izobraževanje, ki so jih spodbudile renesansa in protestantska reformacija. Od leta 1573 so plemiči izvolili poljske kralje in velike litovske kneze, ki so jim podeljevali vedno večje zlate svoboščine. Te svoboščine, zlasti liberum veto, so privedle do anarhije in ogrozile obstoj države.
Republika je svojo zlato dobo dosegla v začetku 17. stoletja. V njenem močnem parlamentu so prevladovali plemiči, ki se niso želeli vključiti v tridesetletno vojno; ta nevtralnost je državo rešila pred politično-verskim konfliktom, ki je opustošil večino sodobne Evrope. Skupnost se je držala proti Švedski, Ruskemu carstvu in vazalom Osmanskega cesarstva in celo sprožila uspešne ekspanzionistične ofenzive zoper svoje sosede. V več napadih v času težav so čete skupnosti vstopile v Rusijo in uspele zavzeti Moskvo in jo zadržati od 27. septembra 1610 do 4. novembra 1612, ko so jih po obleganju izgnali.
Leta 1655 je po bitki litovsko prestolnico Vilno prvič v zgodovini zasedla tuja vojska. Ruska vojska je oropala mesto, čudovite cerkve, graščine. 8000-10000 državljanov je bilo ubitih; mesto je gorelo 17 dni. Tisti, ki so se vrnili po katastrofi, mesta niso prepoznali. Ruska okupacija Velikega vojvodstva Litve je trajala do leta 1661. Številni artefakti in kulturna dediščina so bili bodisi izgubljeni ali uničeni, pomembni deli državnega arhiva - litovska Metrica, zbran od 13. stoletja, so bili izgubljeni, preostali del pa je bil odnesen iz države. Med severnimi vojnami (1655–1661) je švedska vojska opustošila litovsko ozemlje in gospodarstvo. Skoraj celotno ozemlje Velikega vojvodstva Litve so zasedle švedska in ruska vojska. To obdobje je znano kot Tvanas ('Potop').
Preden si je lahko popolnoma opomogla, je bila Litva opustošena med veliko severno vojno (1700–1721). Vojna, kuga in lakota so povzročile smrt približno 40 % prebivalstva države. Tuje sile, zlasti ruska, so postale prevladujoče v domači politiki Skupnosti. Številne frakcije med plemstvom so Zlate svoboščine uporabljale za preprečevanje kakršnih koli reform.
Ustavo iz 3. maja 1791 je sprejel Veliki sejm (parlament) poljsko-litovske skupnosti, ki je skušal rešiti državo. Zakonodaja je bila zasnovana tako, da odpravi politične pomanjkljivosti skupnosti zaradi sistema zlatih svoboščin, poznanega tudi kot 'plemiška demokracija', je plemstvu (szlachta) podelila nesorazmerne pravice in sčasoma pokvarila politiko. Ustava je želela nadomestiti prevladujočo anarhijo, ki so jo spodbujali nekateri veljaki države z bolj demokratično ustavno monarhijo. Uvedla je elemente politične enakosti med meščani in plemstvom ter postavila kmete pod zaščito vlade in tako ublažila najhujše zlorabe kmetstva. Prepovedala je parlamentarne institucije, kot je liberum veto, ki je Sejm postavila na milost in nemilost poslancem, ki bi lahko preklical vso zakonodajo, ki jo je sprejel ta sejm. Sestavljen je bil kot kopija ustave Združenih držav. Drugi so jo imenovali za drugo najstarejšo kodificirano nacionalno ustavo na svetu po ameriški ustavi iz leta 1787.

### Ruski imperij
V letih 1772, 1792 in 1795 se je Skupnost sčasoma razdelila med Ruski imperij, Prusijo in Habsburško monarhijo.
Največje območje litovskega ozemlja je postalo del Ruskega imeperija. Po neuspešnih vstajah 1831 in 1863 so carske oblasti izvajale številne rusifikacijske politike. Leta 1840 je bil odpravljen Tretji statut Litve. Prepovedali so litovski tisk, zaprli kulturne in izobraževalne ustanove in Litvo postavili kot del nove upravne regije, imenovane Severozahodni Kraj. Rusifikacija ni uspela zaradi obsežne mreže litovskih tihotapcev knjig in tajnega litovskega domačega šolanja.
Po rusko-turški vojni (1877–1878), ko so nemški diplomati Turčiji dodelili to, kar so bili ruski vojni plen, so se odnosi med Rusijo in Nemškim cesarstvom zapletli. Rusko cesarstvo je nadaljevalo gradnjo trdnjav na svojih zahodnih mejah zaradi obrambe pred morebitno invazijo iz Nemčije na zahodu. 7. julija 1879 je ruski car Aleksander II. odobril predlog ruskega vojaškega vodstva za izgradnjo največje 'prvovrstne' obrambne strukture v celotni državi - 65 km2 trdnjave v Kaunasu. Po lakoti v letih 1867–1868 je veliko Litovcev odšlo v ZDA.
Simonas Daukantas je spodbujal vrnitev k litovski tradiciji pred Skupnostjo, ki jo je opisal kot zlato dobo Litve in obnovo domače kulture, ki je temeljila na litovskem jeziku in običajih. Upoštevajoč te zamisli je že leta 1822 napisal zgodovino Litve v litovščini – Darbai senųjų lietuvių ir žemaiči ('Dejanja starih Litovcev in Samogitijcev'), čeprav še vedno ni bila objavljena. Teodor Narbutt, Daukantasov sodelavec, je na poljskem napisal obsežno Antično zgodovino litovskega naroda (1835–1841), kjer je prav tako razložil in nadalje razširil koncept zgodovinske Litve, katere dnevi slave so se končali z Lublinsko unijo leta 1569. Narbutt je s sklicevanjem na nemške učenjake opozoril na odnos med litovskim in sanskrtskim jezikom. Litovski narodni preporod, ki ga je navdihnila starodavna litovska zgodovina, jezik in kultura, je postavil temelje sodobnemu litovskemu narodu in neodvisni Litvi.

### 20. in 21. stoletje

#### 1918–1939
Zaradi velikega strateškega umika med prvo svetovno vojno je Nemčija do konca 1915 zasedla celotno ozemlje Litve in Kurlandije (litovsko Kurzeme). Ustanovljen je bil nov upravni subjekt Ober Ost. Litovci so izgubili vse pridobljene politične pravice: osebna svoboda je bila omejena, litovski tisk pa je bil na začetku prepovedan. Vendar je litovska inteligenca poskušala izkoristiti obstoječe geopolitične razmere in začela iskati priložnosti za obnovitev neodvisnosti Litve. Konferenca v Vilni je od 18. do 22. septembra 1917 izvolila 20-članski svet Litve. Svet je 16. februarja 1918 sprejel Akt o neodvisnosti Litve, ki je razglasil obnovo neodvisne države Litve, ki je bila urejena po demokratičnih načelih. Litva, ki je bila zgrajena v okviru zakona in je trajala od leta 1918 do 1940.
Po kapitulaciji Nemčije novembra 1918 je bila sprejeta prva začasna ustava Litve in organizirana prva vlada premierja Augustinasa Voldemarasa. Istočasno se je začela organizirati vojska in druge državne ustanove. Litva se je borila s tremi neodvisnimi vojnami: proti boljševikom, ki so razglasili Litovsko Sovjetsko socialistično republiko, proti Bermontijem in proti Poljski. Oktobra 1920 je po uprizoritvi Želigovskio maištas (operacija pod lažno zastavo) Poljska prevzela nadzor nad pokrajino Vilne in jo leta 1922 pripojila kot vojvodstvo Vilna. Litva je še naprej uveljavljala Vilno kot svojo de jure prestolnico in odnosi s Poljsko so bili še posebej napeti in sovražni celotno medvojno obdobje. Januarja 1923 je Litva uprizorila Klaipėdski upor in zavzela regijo Klaipėda (ozemlje Memel), ki je bila z Versajsko pogodbo ločena od vzhodne Prusije. Regija je postala samostojna regija Litva.
15. maja 1920 je bilo prvo zasedanje demokratično izvoljenega konstitutivnega zbora. Dokumente, ki jih je sprejel, tj. začasne (1920) in stalne (1922) litovske ustave so si prizadevale urediti življenje nove države. Začele so se izvajati reforme na področju zemljišč, financ in izobraževanja. Uvedena je bila valuta, litovski litas. Odprla se je Litovska univerza. [68] Ustanovljene so bile vse večje javne ustanove. Ko je Litva postala stabilna, so jo začele prepoznavati tudi tuje države. Leta 1921 je bila Litva sprejeta v Društvo narodov .
17. decembra 1926 se je zgodil vojaški državni udar, zaradi česar je bila demokratično izvoljena vlada nadomeščena s konservativno avtoritarno vlado, ki jo je vodil Antanas Smetona. Augustinas Voldemaras je bil imenovan za oblikovanje vlade. Tako imenovana avtoritarna faza je začela okrepiti vpliv ene stranke, Litovske nacionalistične zveze, v državi. Leta 1927 je bil Seim razpuščen. Leta 1928 je bila sprejeta nova ustava, ki je utrdila predsedniške pristojnosti. Postopoma so bile opozicijske stranke prepovedane, cenzura je bila poostrena, pravice narodnih manjšin pa zožene.
15. julija 1933 so Steponas Darius in Stasys Girėnas, litovska pilota, izseljenca v ZDA, opravila pomemben polet v zgodovini svetovnega letalstva. Preletela sta Atlantski ocean, prevozila razdaljo 6411 km brez pristanka, v 37 urah in 11 minutah (177,4 km / h). Kar se tiče primerjave razdalja neprekinjenega leta, je bil njun rezultat na drugem mestu za Russellom Boardmanom in Johnom Polandom.
Začasna prestolnica Kaunas, ki so ga poimenovali Mali Pariz in sama država je imela zahodni življenjski standard z dovolj visokimi plačami in nizkimi cenami. Takrat so kvalificirani delavci zaslužili zelo podobne realne plače kot delavci v Nemčiji, Italiji, Švici in Franciji, država je imela tudi presenetljivo visok naravni prirast prebivalcev, industrijska proizvodnja Litve pa se je od leta 1913 povečala za 160 % na 1940.
Položaj je zaostrila svetovna gospodarska kriza. Odkupna cena kmetijskih proizvodov se je močno znižala. Leta 1935 so kmetje začeli stavkati v Suvalkiji in Dzūkiji. Poleg ekonomskih so bile postavljene tudi politične zahteve. Vlada je okrutno zatrla nemire. Spomladi 1936 so bili štirje kmetje obsojeni na smrt zaradi začetka nemirov.

#### 1939–1944
20. marca 1939 je Litva, po letih naraščajočih napetosti nacistična Nemčija izročila ultimat in zahtevala, da se odreče regiji Klaipėda. Dva dni pozneje je litovska vlada sprejela ultimat. Ko so nacistična Nemčija in Sovjetska zveza sklenili pakt Ribbentrop-Molotov, je bila Litva sprva dodeljena nemški vplivni sferi, vendar je bila pozneje prenesena v sovjetsko sfero. Ob izbruhu druge svetovne vojne je Litva razglasila nevtralnost.
Oktobra 1939 je bila Litva prisiljena podpisati sovjetsko-litovsko pogodbo o medsebojni pomoči: v Litvi je bilo v zameno za Vilno ustanovljeno pet sovjetskih vojaških oporišč z 20.000 vojaki. Sovjeti, ki jih je zamudila zimska vojna s Finsko, so 14. junija 1940 izdali Litvi ultimat. Zahtevali so zamenjavo litovske vlade in dovoljenje Rdeči armadi vstop v državo. Vlada je odločila, da je s sovjetskimi oporišči, ki so že v Litvi, oborožen odpor nemogoč in sprejela ultimat. Predsednik Smetona je zapustil državo v upanju, da bo sestavil vlado v izgnanstvu, medtem ko je več kot 200.000 vojakov sovjetske Rdeče armade prestopilo mejo med Belorusijo in Litvo. Naslednji dan sta bila Latviji in Estoniji predstavljena enaka ultimata. Baltske države so bile okupirane. Sovjeti so sledili pol ustavnim postopkom za preoblikovanje neodvisnih držav v sovjetske republike in njihovo vključitev v Sovjetsko zvezo.
Litovska sovjetska socialistična republika je bila razglašena 21. julija in sprejeta v Sovjetsko zvezo 3. avgusta. Litva se je naglo sovjetizirala: politične stranke in različne organizacije (razen komunistične partije Litve) so bile nezakonite, približno 12.000 ljudi, vključno s številnimi vidnimi osebnostmi, je bilo aretiranih in zaprtih v Gulagu kot 'sovražniki ljudstva', večja zasebna lastnina je bila podržavljena, litovski litas je nadomestil sovjetski rubelj, kmetijske davke so povečali za 50–200 %, litovsko vojsko so preoblikovali v 29. strelski korpus Rdeče armade. Od 14. do 18. junija 1941, manj kot en teden pred nacistično invazijo, je bilo približno 17.000 Litovcev deportiranih v Sibirijo, kjer jih je veliko umrlo zaradi nečloveških življenjskih razmer. Zahodne sile niso priznale okupacije in litovska diplomatska služba, ki je temeljila na predvojnih konzulatih in poslaništvih, je do leta 1990 še naprej zastopala neodvisno Litvo.
Ko je 22. junija 1941 nacistična Nemčija napadla Sovjetsko zvezo, so Litovci začeli prosovjetsko junijsko vstajo, ki jo je organizirala litovska aktivistična fronta. Litovci so razglasili neodvisnost in organizirali začasno vlado Litve. Ta vlada se je hitro samorazpustila. Litva je postala del nemške civilne uprave Reichskommissariat Ostland.
Do 1. decembra 1941 je bilo ubitih več kot 120.000 litovskih Judov ali 91–95 % predvojne judovske skupnosti Litve. Na Paneriai je bilo umorjenih skoraj 100.000 Judov, Poljakov, Rusov in Litovcev.
Vendar je na tisoče litovskih družin, ki so tvegale svoje življenje, Jude zaščitilo pred holokavstom. Izrael je 893 Litovcev (s 1. januarjem 2018) priznal za Pravične med narodi, ker so tvegali svoje življenje, da bi rešili Jude med holokavstom .
Začela se je nova zasedba. Nacionalizirano premoženje prebivalcem se ni vrnilo. Nekatere so prisilili v boj za nacistično Nemčijo ali pa so bili kot prisilni delavci odpeljani na nemška ozemlja. Judje so bili poslani v geto in so jih postopoma ubili s streljanjem ali pošiljanjem v koncentracijska taborišča.

#### 1944–1990
Po umiku nemških oboroženih sil so v juliju - oktobru 1944 Sovjeti ponovno ustanovili nadzor nad Litvo. Množične deportacije v Sibirijo so se nadaljevale in trajale do Stalinove smrti leta 1953. Vodja komunistične partije Litve Antanas Sniečkus (od leta 1940 do 1974) je nadziral aretacije in deportacije.  Vsi litovski nacionalni simboli so bili prepovedani. Moskovske oblasti so pod izgovorom gospodarskega okrevanja Litve spodbudile selitev delavcev in drugih specialcev v Litvo z namenom, da bi Litvo še bolj vključili v Sovjetsko zvezo in razvili industrijo države. Hkrati so Litovce vabili na delo v ZSSR, saj so jim obljubili vse privilegije, da se bodo naselili na novem mestu.
Drugo sovjetsko okupacijo je spremljalo gverilsko bojevanje litovskega prebivalstva, ki se je odvijalo v letih 1944–1953. Želeli so obnoviti neodvisno državo Litvo, utrditi demokracijo z uničenjem komunizma v državi, vrnitvijo nacionalnih vrednot in svobode vere. Približno 50.000 Litovcev je odšlo v gozdove in se s puško v rokah borilo proti sovjetskim okupatorjem. V poznejših fazah partizanske vojne so Litovci ustanovili Zvezo litovskih borcev za svobodo, njen vodja Jonas Žemaitis (kodno ime Vitautas) pa je bil posmrtno priznan kot predsednik Litve. Kljub temu, da gverilska vojna ni dosegla svojega cilja osvoboditve Litve in da je povzročila več kot 20.000 smrti, je oboroženi odpor dejansko pokazal, da se Litva ni prostovoljno pridružila ZSSR.
Tudi s zatrtjem partizanskega upora ni uspelo ustaviti gibanja za neodvisnost Litve. Podtalne disidentske skupine so aktivno objavljale ilegalni tisk in katoliško literaturo. Najbolj aktivni udeleženci gibanja so bili Vincentas Sladkevičius, Sigitas Tamkevičius in Nijolė Sadūnaitė. Leta 1972 so po javnem samosežigu Romasa Kalante nemiri v Kaunasu trajali nekaj dni. 
Skupina Helsinki, ki je bila ustanovljena v Litvi po mednarodni konferenci v Helsinkih (Finska), na kateri so bile priznane meje po drugi svetovni vojni, je objavila izjavo o neodvisnosti Litve na tuji radijski postaji. Skupina Helsinki je zahodni svet seznanila z razmerami v sovjetski Litvi in kršitvami človekovih pravic. Z začetkom večje odprtosti in preglednosti vladnih institucij in dejavnosti (glasnost) v Sovjetski zvezi je bil 3. junija 1988 v Litvi ustanovljen Sąjūdis (Litovsko reformno gibanje). Podporniki Sąjūdisa so se pridružili skupinam gibanja po vsej Litvi. 23. avgusta 1988 se je v parku Vingis v Vilni zgodil velik miting. Udeležilo se ga je okoli 250.000 ljudi. Leto pozneje, 23. avgusta 1989, ko so praznovali 50. obletnico pakta Molotov-Ribbentrop, katerega cilj je opozoriti ves svet na okupacijo baltskih držav, je bila organizirana politična demonstracija, Baltska pot. Dogodek, ki ga je vodil Sąjūdis, je bila človeška veriga, ki se je raztezala približno 600 kilometrov čez tri prestolnice Baltika - Vilno, Rigo in Talin. Miroljubna demonstracija je pokazala željo prebivalcev Litve, Latvije in Estonije, da se odcepijo od ZSSR

#### 1990–danes
Vrhovni svet je 11. marca 1990 napovedal obnovo neodvisnosti Litve. Litva je postala prva sovjetska okupirana država, ki je napovedala neodvisnost. 20. aprila 1990 so Sovjeti uvedli gospodarsko blokado, tako da so ustavili dobavo surovin (predvsem nafte) v Litvo. Ne samo domača industrija, ampak tudi prebivalstvo je začelo čutiti pomanjkanje goriva, potrebščin in celo vroče vode. Čeprav je blokada trajala 74 dni, se Litva ni odrekla razglasitvi neodvisnosti.
Postopoma so bili obnovljeni gospodarski odnosi. Vendar so napetosti spet dosegle vrhunec januarja 1991. Takrat so bili poskusi državnega udara z uporabo sovjetskih oboroženih sil, notranje vojske Ministrstva za notranje zadeve in Odbora ZSSR za državno varnost (KGB). Zaradi slabih gospodarskih razmer v Litvi so sile v Moskvi mislile, da bo državni udar prejel močno javno podporo. Toda situacija je bila obratna.
Ljudje iz cele Litve so preplavile Vilno, da bi branili svoj legitimno izvoljeni Vrhovni svet Republike Litve in neodvisnost. Državni udar se je končal z nekaj žrtvami mirnih civilistov in povzročil ogromno materialno škodo. Niti ena oseba, ki je branila litovski parlament ali druge državne institucije, ni uporabila orožja, a so sovjetski vojaki ubili 14 ljudi, stotine pa ranili. Velik del litovskega prebivalstva je sodeloval v januarskih dogodkih.
Sovjetske paravojaške enote so 31. julija 1991 na beloruski meji ubile sedem litovskih mejnih policistov (pokol Medininkai). 17. septembra 1991 je bila Litva sprejeta v Združene narode.
Državljani Litve so 25. oktobra 1992 na referendumu glasovali za sprejetje veljavne ustave. 14. februarja 1993 je med neposrednimi splošnimi volitvami Algirdas Brazauskas postal prvi predsednik po obnovi neodvisnosti. 31. avgusta 1993 so zadnje enote sovjetske vojske zapustile ozemlje Litve.
Litva je od 29. marca 2004 del Nata. 1. maja 2004 je postala polnopravna članica Evropske unije in 21. decembra 2007 članica Schengenskega območja.

## Geografija
Litva je s površino 65.300 km² približno 3,2-krat večja od Slovenije. Leži med zemljepisnima širinama 53–57 ° S in večinoma med zemljepisnima dolžinama 21–27 ° V (del Kurske kose leži zahodno od 21 °). Ima 90,6 kilometra peščene obale, kar je najmanj med baltskimi državami. Le približno 38 kilometrov obale gleda na odprto Baltsko morje, medtem ko je preostanek v zavetju Kurskega peščenega polotoka. Vštevši Kursko koso je skupna dolžina obale 262 km. Najpomembnejše litovsko pristanišče s toplo vodo, Klajpeda, leži ob ozkem ustju Kurske lagune (litovsko Kuršių marios), plitke lagune, ki sega južno do Kaliningrada.
Litva leži na robu severnoevropske nižine. Pokrajino so zgladili ledeniki zadnje poledenitve in je kombinacija zmernih nižin in višavij. Najvišja točka je hrib Aukštojas s 294 metri v vzhodnem delu države. Ozemlje je posejano s številnimi jezeri in mokrišči, več kot 33 % države pa pokriva mešani gozd.
Ob ponovni oceni meja celine Evrope leta 1989 je Jean-George Affholder, znanstvenik francoskega Nacionalnega geografskega inštituta, ugotovil, da je geografsko središče Evrope v Litvi, na 54°54′N 25°19′E / 54.900°N 25.317°E, 26 kilometrov severno od Vilne. Affholder je to dosegel z izračunom težišča geometrijske oblike Evrope.

### Vodovje
V Litvi je 2850 jezer, večjih od 0,5 hektara, in okoli 40.000 manjših teles stoječe vode. Drūkšiai je največje, Tauragnas najgloblje, Asveja pa najdaljše jezero v Litvi.
Največja reka Litve je Nemen (litovsko Nemunas), ki izvira v Belorusiji. Njegovemu povodju pripada 74 % ozemlja države. Najdaljša reka, ki v celoti teče po ozemlju Litve, je Šventoji. Glavni vir vode so padavine; sneg, ki se tali ob koncu zime, pogosto povzroči poplave rek.
Mokrišča (visoka, prehodna in nizka barja idr.) zavzemajo 7,9 % države, pri čemer je bilo 70 % mokrišč uničenih z drenažo in izkopavanjem šote v letih 1960–1980. Posegi v mokrišča so povzročili izginjanje mahovnih in travnatih združb, ki jih je nadomestilo drevje in grmičevje, znižanje podtalnice pa je osušilo tudi nizka barja, ki jih niso neposredno izsuševali.

### Podnebje
Litva ima podnebje, ki se giblje med oceanskim in celinskim in je razmeroma blago. Povprečne temperature na obali so –2,5 °C januarja in 16 °C julija. Nekatere zime so lahko zelo hladne. −20 °C se pojavlja skoraj vsako zimo. Zimski ekstremi so −34 °C v obalnih predelih in -43 °C na vzhodu Litve.
Povprečna letna količina padavin je 800 mm na obali, 900 mm v Samogitskem višavju in 600 mm v vzhodnem delu države. Sneg se pojavi vsako leto, sneži lahko od oktobra do aprila. V nekaterih letih lahko sneg pade septembra ali maja. Rastna sezona traja 202 dni v zahodnem delu države in 169 dni v vzhodnem delu. Hude nevihte so v vzhodnem delu Litve redke, pogoste pa na obalnih območjih.
Najdaljši zapisi izmerjene temperature na območju Baltika zajemajo približno 250 let. Podatki kažejo topla obdobja v drugi polovici 18. stoletja, 19. stoletje je bilo razmeroma hladno. Segrevanje v začetku 20. stoletja je trajalo do 30. let, čemur je sledilo manjše ohlajanje do 60. let. Od takrat se kaže neprekinjen trend segrevanja.
Litva je leta 2002 doživela sušo, ki je povzročila požare v gozdovih in šotnih barjih. Državo je skupaj z ostalo severozahodno Evropo prizadel vročinski val poleti 2006.

### Biotska raznovrstnost
Litovski ekosistemi so naravni ali polnaravni (gozdovi, mokrišča in travniki) ter antropogeni (kmetijski in urbani). Kmetijska krajina predstavlja 54 % litovskega ozemlja, od tega je približno 70 % orne zemlje ter 30 % travnikov in pašnikov. Okoli 400.000 hektarov kmetijskih zemljišč ni v uporabi in zato nudijo ekološko nišo invazivnim rastlinskim vrstam. V predelih z najrodovitnejšo in najdražjo zemljo prihaja do slabšanja stanja habitatov zaradi širjenja pridelovalnih površin. Zaradi gradnje jezov je izginilo okoli 70 % drstišč potencialno katadromnih vrst rib. Nekateri rečni in jezerski ekosistemi se še naprej evtroficirajo zaradi človeškega delovanja.
Trenutno je 18,9 % vseh rastlinskih vrst, 1,87 % vseh znanih vrst gliv in 31 % vseh znanih vrst lišajev vpisanih v litovsko Rdečo knjigo ogroženih vrst. Na seznamu je tudi 8 % vseh ribjih vrst.
Populacije divjadi so si opomogle po omejitvah lova in urbanizaciji, ki je omogočila vnovičen razrast gozdov. Trenutno naj bi v Litvi živelo približno 250.000 osebkov velike divjadi oziroma 5 na kvadratni kilometer. Najbolj razširjen veliki sesalec po vsej Litvi je srna (okoli 120.000 osebkov), ki ji sledi divji prašič (~ 55.000). Ostali parkljarji so jelen (~ 22.000), damjak (~ 21.000) in največji: los (~ 7000). Od zveri so najpogostejše lisice (~ 27.000). Volkov naj bi v Litvi bilo okoli 800, še redkejši je ris (~ 200). Litovske gozdove naj bi naseljevalo okoli 200.000 zajcev.

### Varstvo okolja
Po obnovitvi neodvisnosti Litve leta 1990 je bil zakon o varstvu okolja (Aplinkos apsaugos įstatymas) sprejet že leta 1992. Zakon je postavil temelje za urejanje družbenih odnosov na področju varstva okolja, določil temeljne pravice in obveznosti pravnih in fizičnih oseb za ohranjanje biotske pestrosti v Litvi, ekoloških sistemih in krajini. Leta 2016 je Litva uvedla posebej učinkovito zakonodajo o povratni embalaži, po zaslugi katere je v letu 2017 zbrala 92 % vse embalaže.
Litva ima pet narodnih parkov, 30 regijskih parkov, 402 naravna rezervata in 668 objektov naravne dediščine, zaščitenih s strani države.

## Upravna delitev
Sedanji sistem upravne delitve je bil ustanovljen leta 1994 in spremenjen leta 2000, da bi izpolnjeval zahteve Evropske unije. Deset okrožij države (litovsko apskritis) je razdeljenih na 60 občin (litovsko savivaldybė) in nadalje na več kot 500 starešinstev (litovsko seniūnija).
Odkar so bile leta 2010 ukinjene okrožne vlade (okrožja obstajajo le še za namene statistike in poročanja), so občine najpomembnejša enota uprave v Litvi. Vsaka ima svojo izvoljeno vlado. Starešinstva so najmanjše upravne enote in ne igrajo vloge v nacionalni politiki.
Okrožja z glavnim mestom so naslednja:
- Alytuško okrožje, (Alytus)
- Kaunaško okrožje, (Kaunas)
- Klaipedsko okrožje, (Klajpeda)
- Marijampolsko okrožje, (Marijampolė)
- Panevežijsko okrožje, (Panevėžys)
- Šiauliajsko okrožje, (Šiauliai)
- Tauraško okrožje, (Tauragė)
- Telšiajsko okrožje, (Telšiai)
- Utensko okrožje, (Utena)
- Vilensko okrožje, (Vilna)

## Gospodarstvo
Litva ima odprto in mešano gospodarstvo, ki ga Svetovna banka uvršča med gospodarstva z visokim dohodkom. Po podatkih iz leta 2016 so trije največji sektorji litovskega gospodarstva - storitve (68,3 % BDP), industrija (28,5 %) in kmetijstvo (3,3 %). Poročilo o globalni konkurenčnosti Svetovnega ekonomskega foruma je Litvo na 41. mestu (od 137 razvrščenih držav).
Kmetijski proizvodi in hrana so ustvarili 18,3 %, kemični proizvodi in plastika - 17,8 %, stroji in naprave - 15,8 %, mineralni proizvodi - 14,7 %, les in pohištvo - 12,5 % izvoza.
Litovski BDP je imel desetletje do leta 2009 zelo visoke stopnje realne rasti, ki so v letu 2007 dosegle 11,1 %. Zaradi tega so državo pogosto označili za baltskega tigra. Vendar je leta 2009 zaradi svetovne finančne krize doživel drastičen upad - BDP se je zmanjšal za 14,9 %, stopnja brezposelnosti pa je leta 2010 dosegla 17,8 %. Po padcu leta 2009 je litovska letna gospodarska rast v primerjavi z letom pred letom 2009 precej počasnejša. Po mnenju MDS finančne razmere spodbujajo rast, kazalniki finančne stabilnosti pa ostajajo močni. Delež javnega dolga se je v letu 2016 zmanjšal na 40 odstotkov BDP, v primerjavi z 42,7 leta 2015 (pred svetovno finančno krizo - 15 odstotkov BDP v letu 2008).
V povprečju več kot 95 % vseh neposrednih tujih naložb v Litvi izvira iz držav Evropske unije. Švedska je v preteklosti največji vlagatelj z 20 % - 30 % vseh tujih neposrednih tujih naložb v Litvi. V letu 2017 so neposredne tuje investicije v Litvo dosegle najvišje doslej zabeleženo število greenfield investicijskih projektov. Leta 2017 je bila Litva tretja država, po Irski in Singapurju po povprečni vrednosti zaposlitve naložbenih projektov.
V obdobju med letoma 2004 in 2016 je eden od petih Litovcev zapustil državo, največkrat zaradi nezadostnih razmer v dohodkih ali zaradi novih izkušenj in študija v tujini. Dolgoročna rast izseljevanja in gospodarstva je povzročila opazno pomanjkanje na trgu dela, rast plač pa je večja od rasti delovne učinkovitosti. Stopnja brezposelnosti je v letu 2017 znašala 8,1 %.

### Kmetijstvo
Kmetijstvo v Litvi izvira iz neolitika, približno od 3000 do 1000 pr. n. št. Dolga stoletja je bila med najpomembnejšimi dejavnostmi Litve. Pristop Litve k Evropski uniji leta 2004 je spodbudil novo kmetijsko dobo. EU zasleduje zelo visok standard varnosti in čistosti hrane. Leta 1999 je Seimas (parlament) sprejel zakon o varnosti proizvodov, leta 2000 pa zakon o hrani.  Reforma kmetijskega trga je bila izvedena na podlagi teh dveh zakonov.
V letu 2016 je kmetijska proizvodnja obsegala 2,29 milijarde evrov. Največji del (5709,7 tone) so prispevale žitne rastline, druge pomembne vrste so bile sladkorna pesa (933,9 tone), oljna ogrščica (392,5 tone) in krompir (340,2 tone). Iz Litve so na tuje trge izvozili 4385,2 milijona evrov izdelkov, od tega za 3165,2 milijona evrov litovskega porekla. Izvoz kmetijskih in živilskih izdelkov je predstavljal 19,4 % vsega izvoza blaga iz države.
V Litvi je ekološko kmetovanje vedno bolj priljubljeno. Status ekoloških pridelovalcev podeljuje javno telo Ekoagros. V letu 2016 je bilo 2539 takih kmetij, ki so zasedale 225541,78 hektarjev. Od tega je bilo 43,13 % žit, 31,22 % trajnic, 13,9 % stročnic in 11,75 % drugih.

### Turizem
Statistika iz leta 2016 je pokazala, da je 1,49 milijona turistov iz tujih držav obiskalo Litvo in vsaj eno noč prenočilo v državi. Največ turistov je prišlo iz Nemčije (174,8 tisoč), Belorusije (171,9 tisoč), Rusije (150,6 tisoč), Poljske (148,4 tisoč), Latvije (134,4 tisoč), Ukrajine (84 tisoč) in Združenega kraljestva (58,2 tisoč).
Skupni prispevek potovanj in turizma k BDP države je v letu 2016 znašal 2.005,5 mio EUR, 5,3 % BDP. Baloni z vročim zrakom so v Litvi zelo priljubljeni, zlasti v Vilni in Trakaju. Kolesarski turizem raste, zlasti na Litovski kolesarski poti ob obali. EuroVelo poti EV10, EV11, EV13 potekajo skozi Litvo. Skupna dolžina kolesarskih poti je 3769 km (od tega je 1988 km asfaltnih).
Regionalni park delta Nemna in biosferni rezervat Žuvintas sta znana po opazovanju ptic.
Domači turizem je v porastu. Trenutno je v Litvi do 1000 znamenitosti. Večina turistov obišče velika mesta - Vilnia, Klajpėda in Kaunas, obmorska naselja, kot so Neringa, Palanga in zdraviliška mesta - Druskininkai, Birštonas.

## Demografija

### Etnična sestava
Etnični Litovci predstavljajo dobrih pet šestin vsega prebivalstva Litve, s čimer ima le-ta narodnostno najbolj homogeno prebivalstvo med baltskimi državami. Po popisu leta 2021 je Litva imela 2 810 761 prebivalcev, od tega 84,6 % etničnih Litovcev. Večje manjšine so Poljaki, Rusi, Belorusi in Ukrajinci.
Poljaki so najštevilčnejša litovska manjšina in so zgoščeni na jugovzhodu države (Vilenska regija); občina z največjim deležem Poljakov je Šalčininkai ob beloruski meji. Druga največja manjšina so Rusi, zgoščeni predvsem v večjih mestih, večino pa predstavljajo le v mestu Visaginas. V Litvi živi okrog 3000 Romov, večinoma v Vilni, Kaunasu in Panevėžysu. Stoletja je v Litvi obstajala majhna tatarska skupnost.
Uradni jezik je litovščina, v nekaterih predelih pa je razširjena uporaba manjšinskih jezikov, kot so poljščina, ruščina, beloruščina in ukrajinščina. Maloštevilna preostala judovska skupnost v Litvi govori jidiš. Državni zakoni zagotavljajo možnost izobraževanja v manjšinskih jezikih in v predelih, naseljenih z manjšinami, delujejo številne javne šole, pri čemer je poljščina najbolj dostopen manjšinski jezik.
Po podatkih popisa 2021 85,33 % prebivalcev kot materni jezik govori litovščino, 6,8 % je maternih govorcev ruščine in 5,1 % poljščine. 60,6 % prebivalcev govori ruščino kot tuji jezik, 31,1 % angleščino, 10,5 % litovščino, 8 % nemščino, 7,9 % poljščino, 1,9 % francoščino in 2,6 % druge jezike. Večina litovskih šol poučuje angleščino kot prvi tuji jezik, vendar se učenci lahko učijo tudi nemščine ali v nekaterih šolah francoščine ali ruščine. Približno 80 % mladih v Litvi zna angleško.

### Vera
Po podatkih popisa 2021 je bilo 74,2 % odstotka Litovcev katolikov. Katolištvo je prevladujoča vera Litve od njenega uradnega pokristjanjenja leta 1387. Katoliško cerkev je preganjal Ruski imperij kot del politike rusifikacije, pozneje pa Sovjetska zveza v okviru splošnih protiverskih kampanj.  V sovjetskem obdobju so nekateri duhovniki aktivno vodili odpor proti komunističnemu režimu, na primer z izdajanjem Kronike litovske katoliške cerkve med letoma 1972 in 1989.
Vzhodni pravoslavni cerkvi pripada 3,7 % prebivalcev, večinoma pripadnikov ruske manjšine. Skupnost staroobrednikov datira v 1660. leta.
Protestantov je 0.8 %, od tega 0,6 % luteranov in 0,2 % pripadnikov evangeličanske reformirane cerkve. Reformacija je na Litvo imela manjši vpliv kot na vzhodno Prusijo, Estonijo ali Latvijo. Pred drugo svetovno vojno so luterani predstavljali dobre tri odstotke vsega prebivalstva; to so bili večinoma Nemci in pruski Litovci na Klajpedskem ozemlju, ki so se po vojni izselili ali bili izgnani, zato so današnji protestanti predvsem etnični Litovci v severnih in zahodnih predelih države, kot tudi v velikih mestnih središčih. Po letu 1990 so misijone v Litvi začele nove evangeljske cerkve.
V Litvi je nekdaj obstajala močna judovska skupnost in je bila pomembno središče judovske kulture od 18. stoletja do izbruha druge svetovne vojne. Od približno 220.000 Judov, kolikor jih je živelo v Litvi junija 1941, so bili skoraj vsi ubiti v holokavstu. Leta 2009 je judovska skupnost v Litvi štela okoli 4000 članov.
Zgodovinske skupnosti poljsko-litovskih Tatarov so muslimanske veroizpovedi. V novejšem času so se v Litvi pojavile hinduistične organizacije.
V novejšem času na priljubljenosti pridobiva romuva, sodobna oživitev starega litovskega verovanja. Romuva trdi, da nadaljuje poganske običaje, ohranjene v folklori in navadah; je politeistična vera, ki zagovarja svetost narave in vsebuje elemente čaščenja prednikov. Ob popisu leta 2001 se je za staroverce opredelilo 1270 prebivalcev, kar je do 2011 naraslo na 5118 in do 2021 na 18.196.

### Mesta
Od 90. let dvajsetega stoletja poteka trend preseljevanja prebivalcev v mesta. Leta 2022 je 68,2 % vseh prebivalcev živelo v urbanih območjih.
| Največja mesta države Litva prebivalstvo: podatki 2022 | Največja mesta države Litva prebivalstvo: podatki 2022 | Največja mesta države Litva prebivalstvo: podatki 2022 | Največja mesta države Litva prebivalstvo: podatki 2022 | Največja mesta države Litva prebivalstvo: podatki 2022 | Največja mesta države Litva prebivalstvo: podatki 2022 | Največja mesta države Litva prebivalstvo: podatki 2022 | Največja mesta države Litva prebivalstvo: podatki 2022 | Največja mesta države Litva prebivalstvo: podatki 2022 | Največja mesta države Litva prebivalstvo: podatki 2022 |
|                                                        | Rang                                                   |                                                        | Okrožje                                                | Preb.                                                  | Rang                                                   |                                                        | Okrožje                                                | Preb.                                                  |                                                        |
| ------------------------------------------------------ | ------------------------------------------------------ | ------------------------------------------------------ | ------------------------------------------------------ | ------------------------------------------------------ | ------------------------------------------------------ | ------------------------------------------------------ | ------------------------------------------------------ | ------------------------------------------------------ | ------------------------------------------------------ |
| Vilna Kaunas                                           | 1                                                      | Vilna                                                  | Vilensko                                               | 552.787                                                | 11                                                     | Kėdainiai                                              | Kaunaško                                               | 23.138                                                 | Klajpeda Šiauliai                                      |
| Vilna Kaunas                                           | 2                                                      | Kaunas                                                 | Kaunaško                                               | 297.906                                                | 12                                                     | Telšiai                                                | Telšiajsko                                             | 22.264                                                 | Klajpeda Šiauliai                                      |
| Vilna Kaunas                                           | 3                                                      | Klajpeda                                               | Klajpedsko                                             | 152.237                                                | 13                                                     | Tauragė                                                | Tauraško                                               | 20.956                                                 | Klajpeda Šiauliai                                      |
| Vilna Kaunas                                           | 4                                                      | Šiauliai                                               | Šiauliajsko                                            | 101.756                                                | 14                                                     | Ukmergė                                                | Vilensko                                               | 20.915                                                 | Klajpeda Šiauliai                                      |
| Vilna Kaunas                                           | 5                                                      | Panevėžys                                              | Panevežijsko                                           | 87.590                                                 | 15                                                     | Visaginas                                              | Utensko                                                | 19.214                                                 | Klajpeda Šiauliai                                      |
| Vilna Kaunas                                           | 6                                                      | Alytus                                                 | Alytuško                                               | 51.793                                                 | 16                                                     | Plungė                                                 | Telšiajsko                                             | 17.258                                                 | Klajpeda Šiauliai                                      |
| Vilna Kaunas                                           | 7                                                      | Marijampolė                                            | Marijampolsko                                          | 36.255                                                 | 17                                                     | Kretinga                                               | Klajpedsko                                             | 17.046                                                 | Klajpeda Šiauliai                                      |
| Vilna Kaunas                                           | 8                                                      | Mažeikiai                                              | Telšiajsko                                             | 32.730                                                 | 18                                                     | Palanga                                                | Klajpedsko                                             | 16.976                                                 | Klajpeda Šiauliai                                      |
| Vilna Kaunas                                           | 9                                                      | Jonava                                                 | Kaunaško                                               | 26.934                                                 | 19                                                     | Šilutė                                                 | Klajpedsko                                             | 15.816                                                 | Klajpeda Šiauliai                                      |
| Vilna Kaunas                                           | 10                                                     | Utena                                                  | Utensko                                                | 25.204                                                 | 20                                                     | Radviliškis                                            | Šiauliajsko                                            | 15.141                                                 | Klajpeda Šiauliai                                      |